# Daniel Kráľ
Daniel Kráľ (* 30. Juni 1978 in Gottwaldov) ist ein tschechischer Mathematiker und Informatiker, der sich mit Graphentheorie befasst.
Kráľ studierte Mathematik und Informatik an der Karls-Universität Prag mit dem Magister in Informatik 2001 und der Promotion 2004 bei Jan Kratochvíl. Als Post-Doktorand war er an der TU Berlin und am Georgia Institute of Technology (Fulbright Scholar und Gastprofessor). 2012 habilitierte er sich in Prag und wurde im selben Jahr Professor an der University of Warwick. 2025 soll er mit einer Alexander-von-Humboldt-Professur an die Universität Leipzig und an das Max-Planck-Institut für Mathematik in den Naturwissenschaften berufen werden.
Er bewies eine Vermutung von Michael D. Plummer und László Lovász aus den 1970er Jahren, dass jeder brückenfreie kubische Graph eine exponentielle Anzahl (in Bezug auf die Anzahl der Knoten) perfekter Matchings hat.
2011 gewann er den European Prize in Combinatorics. 2014 erhielt er den Philip Leverhulme Prize in Mathematics and Statistics und 2010 einen ERC Starting Grant.
2017 wurde er Herausgeber des SIAM Journal of Discrete Mathematics.

## Schriften
- D. Král, J.-S. Sereni, M. Stiebitz: A new lower bound on the number of perfect matchings in cubic graphs, SIAM Journal on Discrete Mathematics, Band 23, 2009, S.  1465–1483
- L. Esperet, F. Kardoš, A. King, D. Král, S. Norine: Exponentially many perfect matchings in cubic graphs, Advances in Mathematics, Band 227, 2011, S. 1646–1664